# ملعب بيت حانون
ملعب بيت حانون هو ملعب كرة قدم يقع في بيت حانون شمال قطاع غزة يستضيف مباريات كل من أهلي بيت حانون وإتحاد بيت حانون.
تم إعادة هيئته عام 2018 ويتميز بعشب إصطناعي.